# Hårdforkromning
Hårdforkromning er en galvanisk proces hvor overfladen af et metal bliver styrket med et lag af krom.
Tykkelsen af kromlaget er i størrelsesordenen 3-30 μm.
I jagtterminologi taler man om et hårdtforkromet geværløb.